# سالار مرادی
سالار مرادی (زاده ۱۳۵۸ کامیاران) سیاستمدار ایرانی است که دارای دکترای علوم سیاسی، گرایش مسائل ایران و استادیار گروه علوم سیاسی دانشگاه و نمایندهٔ دورهٔ نهم و دوازدهم مجلس شورای اسلامی است. او در مجلس نهم عضو و نایب رئیس اول کمیسیون اجتماعی مجلس شورای اسلامی از حوزهٔ انتخابیهٔ سنندج، دیواندره و کامیاران در استان کردستان بود.